# 리플리의 믿거나 말거나

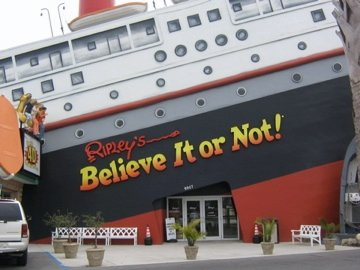

리플리의 믿거나 말거나(Ripley's Believe It or Not!)는 특이한 소재를 발굴하여 소개하는 프랜차이즈 매체이며, 본사는 플로리다주 올랜도에 위치한다. 1918년 로버트 리플리가 설립하였으며, 1930년 NBC, CBS 등에서 라디오 프로그램이 방영되었다. 라디오, 텔레비전, 박물관, 책 등 다양한 매체로 만들어졌고, 박물관은 미국, 캐나다, 영국, 멕시코, 덴마크, 오스트레일리아, 대한민국의 제주도 등에 있다.

## 박물관

### 아시아
- 홍콩 - 빅토리아피크 (폐관)
- 인도 - 벵갈루루
- 인도네시아 - 자카르타 (폐관)
- 쿠웨이트 - 쿠웨이트시티 (폐관)
- 말레이시아 - 겐팅하일랜즈
- 필리핀 - 만달루용
- 타이 - 파타야
- 대한민국 - 제주특별자치도(2020년 8월 31일부로 폐관)